# 慈幼中學
慈幼中學（Instituto Salesiano）為天主教慈幼會在澳門所開辦的學校，亦是該會在遠東地區第一所學校，由聖雷鳴道（St.Luigi Versiglia）於1906年所創辦，為澳門歷史最悠久的英文中學。開辦初期為孤兒院，其後搬遷並命名為無原罪工藝學校，1937年改名鮑思高紀念中學後，因其葡文名稱與葡光學校相同，故於1952年再改名為現時的慈幼中學。慈幼中學是一所男子英文中學，亦是澳門著名的傳統名校，學生一直在各領域均有卓越表現。1997年6月10日，榮獲澳葡政府頒授《文化功績勳章》。2006年12月8日，慈幼中學慶祝了一百週年校慶。2013年時任校長周伯輝神父將初中電子、機械、劃則合以為一，稱為設計與應用科技科（亦稱：Design And Applied Technology，簡稱：DAT）。 。
除了歷史悠久，慈幼中學亦是近代工讀教育在澳門的發端，反映了工業教育在澳門的發展。

## 起源
慈幼中學現址位處聖老楞佐教堂對開的一幅土地，十九世紀時屬英國東印度公司所有。因該建築門口有八對十六條枝柱，故有「十六柱」之稱。後來該建築及其所位處之地段被澳葡政府收回，澳門總督轉而批示將之撥予天主教澳門教區使用。
1906年，總部設在意大利的鮑思高慈幼會應當時天主教澳門教區鮑理諾主教之邀，派遣雷鳴道神父到澳門傳教辦學。雷鳴道於同年乘船從意大利出到澳門，開始慈幼會在中國的事業。雷鳴道最初在聖若瑟修院對面開辦孤兒院，數年後獲天主教澳門教區贈予位於聖老楞佐教堂對開的一幅土地連建築，於是便開辦慈幼會在遠東首所學校——無原罪工藝學院。1910年，該校開辦木工、排版等工藝課程，使當時的無原罪工藝學校成為一所職業學校，為當年的學生習得一手技藝謀生。1932年擴充校舍，並把校務擴充成完整的學校系統。於1937年獲當時之教育廳批准立案，並且易名為「鮑思高紀念中學」，惟於1952年與葡光學校的葡文校名相同，所以再易名成「慈幼中學」，並沿用至今。1964年，校方為學生增辦了電子和機械兩個工業科目，並以英文作為教學語言。1972年陳日君樞機在任校長期間，將六個工藝科目全數關閘，令慈幼中學成為一所依照香港編制課程的英文工業中學。

## 外文名稱
澳門慈幼中學葡文名稱為「Instituto Salesiano」，在英語公文上亦以此作為校名。學校的外語名稱曾產生不少誤會；例如：1998年澳門與葡萄牙教育界舉辦的一次資訊科技交流活動，學校在活動中展出其以英語寫成的網頁作為參展作品，但網頁中的校名仍以公文中慣用的「Instituto Salesiano」字樣出現，參與活動的葡萄牙教育界人士不為意學校正使用葡語名稱，誤以為學校把英文「Institute」拼錯「Instituto」。
六十年代至八十年代在學校門外曾在葡語名稱的底下標示「Salesian School」的字樣，後因校舍作「紅綠變銀灰」的外牆修葺而抺去。九十年代中，校內不同班級的英語教師對校名的立場和主張並不一致，有時互相矛盾，令學生感到混亂。 1995年曾有英小六（EP6）英語老師在英語課程中，指令學生把葡文校名「Instituto Salesiano」寫成「Institute Salesiano」作英語名稱使用，而有英小六同學在英文測驗把校名寫成「Institute Salesian」被扣分；隨後高年級教師主張沿用「Instituto Salesiano」。
有英語老師指出，不能直接將「Instituto Salesiano」譯成「Salesian Institute」，否則聽來像是英國或愛爾蘭的少年感化所，又或會令人誤以為「Instituto Salesiano」是一所高等院校；雖然如此，教宗若望保祿二世於1996年（學校成立90週年）賜與學校宗座降福的英語文件中卻寫成「Salesian Institute」。
「Instituto Salesiano 」是學校正式外文名稱；但在政府牌照登記中，以「Instituto Salesiano da Imaculada Conceição」為葡語名稱，意即「聖母無原罪慈幼學院」。

## 簡介
慈幼中學為澳門一所完全的男校。學制為六年小學，三年初中和三年高中。高中設純理組、理工組及文商組。該校自1965年起成為英國普通教育文憑（General Certificate of Education）的考試中心，學生可根據自身需要報考GCE O-Level （页面存档备份，存于）或GCE A-Level （页面存档备份，存于）考試。1995年9月加入政府免費教育網，提供小學、初中及高中免費教育。2002年，澳門政府正式批准慈幼中學在保留原有之工科課程下，成為了一所文法中學（三三四學制）。中學部依據英國普通教育文憑（General Certificate of Education）內容編排課程，並以英文為教學語言為學生授課。英文科亦配合IELTS（International English Language Testing System）編制課程。

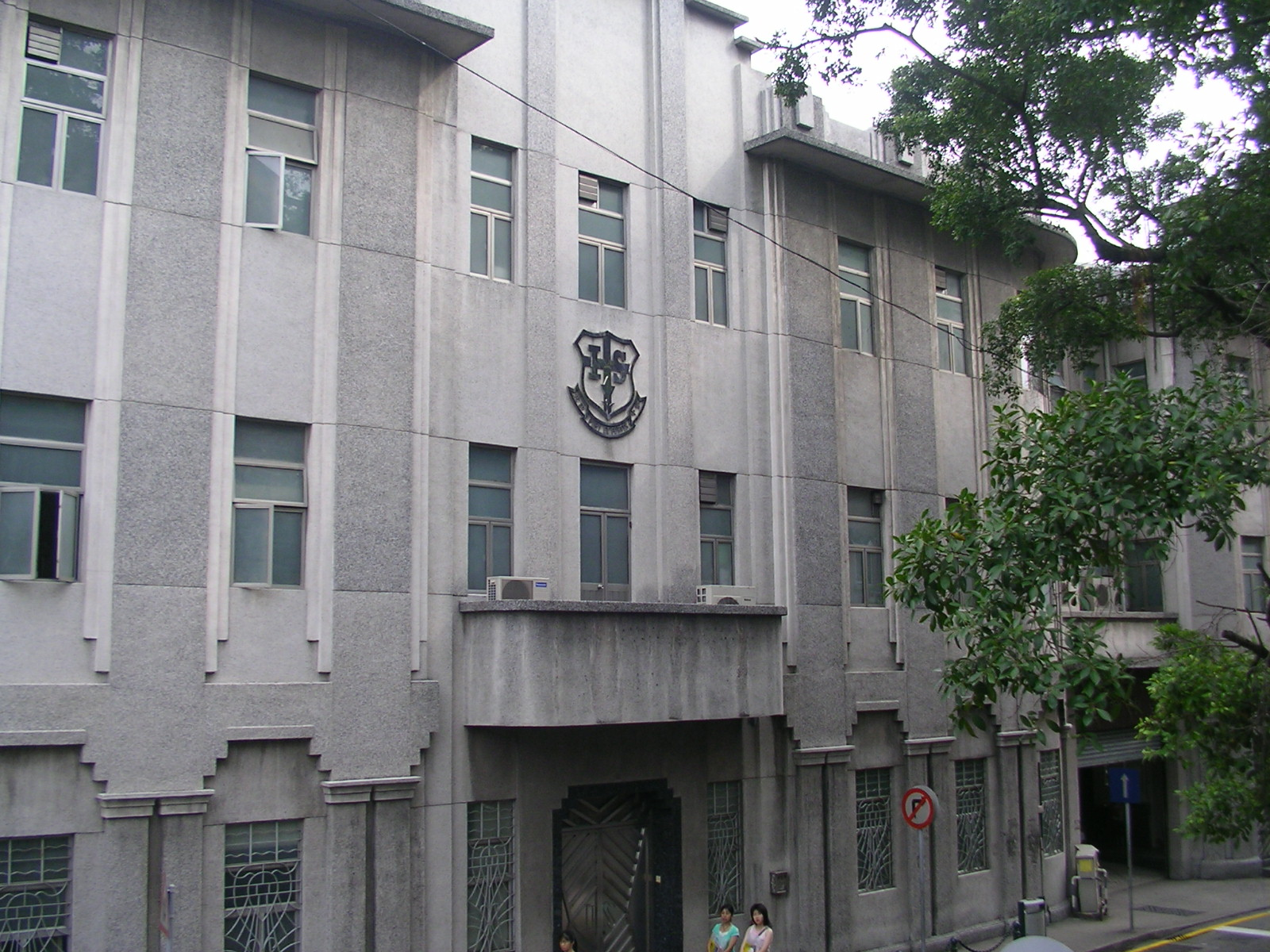
校舍外觀

學校設有機械工場，電子工場及劃則室。隔年會舉行一連數日的工科聯展，供同學及公眾評鑑參觀，而近年慈幼中學亦有參加多個校外科技展覽及比賽。工業學科乃慈幼中學特色之一，其課堂教授理論外，亦會安排實習時間。學校設有機械工場，電子工場及劃則室。為讓學生學以致用，每年四至五月間會舉行一連數日的工科聯展，學生會在一學期內製作由電子、機械、電腦、劃則四科組合應用的整合習作，供同學及公眾評鑑參觀。近年慈幼中學參加多個校外科技展覽及比賽，得到社會廣泛認同。然而，隨著社會需求，再加上各個實驗室運作開支較一般中學為多，工業學科的授課時數較以往減少，學生對應否保有工科持不同意見。雖然如此，校方依然堅持學生應在多方面有所涉獵，故未有刪除工業科目的考慮。
2012/13學年，師資及設施得到基本的配備，原有的初中工業科目(機械、電子及劃則科)便整合為「設計與應用科技」科，並因應電腦科技輔助設計（CAD）技術的普及與發展，課程教學上進一步提升電腦輔助設計的應用性。主要針對在課程內容編排和結構、教學材料、教學套件的購置，動手能力與學理知識的整合上改良。及至2017/2018學年，為配合教青局課框的實施，高中科技科目跟隨初中的步伐，整合為「設計與應用科技」科。課程的主要目標，是讓學生在三年初中、兩年高中（每週四節：兩節理論課、兩節實習課）的持續學習經驗內多動手、多動腦；並配合電腦輔助設計（CAD）和電腦輔助生產（CAM）學習方式，提升學生創意思維、手作技能、科技應用能力及綜合解難能力。學習範疇包括電子電路基礎知識、編程與自動化操作、材料處理與加工、電腦輔助設計（CAD）和電腦輔助生產（CAM）、設計傳意、原型製作和設計實踐。
慈幼文商組由第十八任校長胡德鎏神父因應社會需要在2000年9月開辦。 二零零七年二月，文商組十多位學生自資競投澳門噴水池的年宵攤位，學以致用，得到了校方和同學支持。文商組學生自2009年，從Form 4起須逐年參加LCCI（倫敦商會）第一至第三級簿記及會計考試，該校學生曾在該考試中獲得國家級金奬（Country Gold）及全球級金奬（World Gold）。
2010年代學校開始規劃重建及擴建原有舊校舍，2019年隨着18/19學年結束動工第一期重建，包括中學部機械工房、足球場、排球場、聖母廣場、小食部及小學部部份校舍，訂於2022/23學年啟用，並隨即進行第二期工程。第二期工程將重建中學部教學樓，但將保留原有大樓外觀。
在學制上，學生在高中時會分科，視學生志願進入科學組（D班）、理工組（B、C班）或商業組（A班）。2017/2018學年開始，因應課框實施，各級修讀的科目有所不同。

## 課程
初中：
主科：中文、英文、數學、科學
其他：品德及公民、歷史、地理、資訊科技、體育、音樂、視覺藝術、宗教教育、設計與應用科技

高中商業組：
主科：中文、英文、數學、會計
其他：
(Form 4/5) 品德及公民、歷史(Form 5)、地理(Form 4)、綜合科學、資訊科技、體育、藝術教育、宗教教育、經濟 
(Form 6) 品德及公民、資訊科技、體育、經濟
高中理化及科技組（理工組）：
主科：中文、英文、數學、物理 
其他：
(Form 4/5) 品德及公民、歷史(Form 5)、地理(Form 4)、化學、資訊科技、體育、藝術教育、宗教教育、設計與應用科技 
(Form 6) 化學、資訊科技、體育、宗教教育

高中科學組（純理組）：
主科：中文、英文、數學、生物 
其他：
(Form 4/5) 品德及公民、歷史(Form 5)、地理(Form 4)、化學、資訊科技、體育、藝術教育、宗教教育、物理 
(Form 6) 化學、資訊科技、體育、宗教教育 
註：高中生物組在畢業年不會修讀物理科，惟可因應學生需要補課。

## 擴建工程
2010年代，開始計劃重建校舍，並於2018/19學年結束後隨即展開工程，第一期工程包括重建小學部原有舊教學大樓成坐六層高綜合大樓，以及在中學部排球場、部份足球場上興建一座七層高教學大樓，並於2022年12月啟用。第二期工程將重建舊有中學部大樓，興建室內體育場地等，工程經現展開，並預料2024/25學年中落成啟用。
中學部設施（第一期工程期間）包括：
地下：禮堂、體育部、籃球場、門房、課室、小賣部、會客室、校監室、綜合科學實驗室、電子工房、地下教員室、樓梯往聖堂、輔導室及訓導主任室。
一樓：初中教員室、高中教員室、一樓教員室、高中電腦室、初中電腦室、圖書館（原則室）、校務處、校長室、課室。
二樓：修院、課室、理化室、學務室、小聖堂。
中學部設施（第二期工程期間）包括：
1）原有大樓
地下：禮堂、辦公室。
一樓：原高中教員室、體育部、高中電腦室、初中電腦室、圖書館（原則室）、圖書館（原則室）、教導主任室、輔導室。
二樓：修院、小聖堂。
2）澤德樓
地下：小賣部、設計與應用科技室。
一樓：課室、排球場、籃球場、接通小學部兩座大樓、校務處。
二樓：課室。
三樓：教員室、教師用餐室、功課提交室。
四、五樓：課室。
六樓：視覺藝術室、物理及科學實驗室、生物及化學實驗室。
第一期擴校籌款活動
紀念磚義賣-
為支持第二期擴校工程，擴校籌款委員會推出擴校籌款紀念磚義賣活動，將舊校舍清拆下來之200塊具歷史價值的磚頭以一個雕有慈幼中學圖像及三名神父簽名的透明膠盒包裝，以建校年份1,906元作為售價供人認購。
慈幼擴校籌款音樂會-
基於為擴校籌款的目的，由慈幼中學及慈幼中學擴校籌款委員會共同主辦之「慈幼擴校籌款音樂會」，於二月二十三日假澳門文化中心綜合劇院舉行。音樂會由150名以上的在校學生及校友共同演出，為學校籌措擴校經費，門票售價為200元澳門幣。雖受疫情限制入座數量，但仍全院滿座，合共超過500位觀眾入場觀賞。
慈善步行及T恤義賣-
2021年5月舉行了大型步行籌款活動，於松山跑步徑行舉行，約300人出席。更為此項目專門設計一件慈幼擴校T恤義賣。
口罩義賣-
2021年5月與愛健醫療用品有限公司合作，製作5萬個印有IS字樣（慈幼中學的簡寫）的口罩，供校友、家長和學生購買。
月餅義賣月餅義賣-2022年7月和8月，分別舉行兩次中秋月餅義賣。
仁蟲仔餅義賣-2022年5月在校內舉辦的｢愛心義賣嘉年華｣期間，義賣葡國村杏仁餅及蟲仔餅。

## 校徽

校徽

慈幼中學校徽主體為一藍色盾牌，盾牌上有紅色十字架，代表跟隨耶穌基督的教導、以基督作學校的助佑。紅色十字架上有校名的簡寫「I S」。底部一朵白色百合花象徵學生應該有的純潔精神。盾牌和白色百合花代表著「純潔與剛毅」（PURI ET FORTES）的校訓，而盾牌下的紅絲帶則有拉丁文的校訓（PURI ET FORTES）。絲帶兩端為「慈幼」及「中學」。

## 歷任校監及校長

### 校監
|   | 中文名稱   | 外文名稱                       | 開始擔任年份 | 最後擔任年份 | 備註                                                            |
| - | ---------- | ------------------------------ | ------------ | ------------ | --------------------------------------------------------------- |
| 1 | 何廣凌神父 | Fr. Peter Ho Kuong Ling, SDB   | 2002年       | 2014年       | 2002年至2009年期間兼任院長                                      |
| 2 | 孔智剛神父 | Fr. Francis Hung Chi-Kong, SDB | 2014年       | 2015年       | 擔任前至卸任後至2016年8月期間同時為粵華中學校監兼任宗教德育主任 |
| 3 | 周伯輝神父 | Fr. Joseph Chow Pak Fai, SDB   | 2015年       | 2018年       | 2018年再度出任校長                                              |
| 4 | 孔智剛神父 | Fr. Francis Hung Chi-Kong, SDB | 2018年       | 2021年       | 第二次出任 同時擔任粵華中學校監至2020年8月                      |
| 5 | 葉泰浩神父 | Fr. Martin Yip Tai-Ho, SDB     | 2021年       | 現任         | 擔任期間兼任宗教德育主任 同時出任粵華中學校監                   |

### 校長
|    | 中文名稱     | 外文名稱                        | 開始擔任年份 | 最後擔任年份 | 備註 |
| -- | ------------ | ------------------------------- | ------------ | ------------ | --- |
| 1  | 聖雷鳴道神父 | Fr. Louis Versiglia, SDB        | 1906年       | 1918年       | • 創校校長 • 1920年獲任命為韶關宗座代牧區宗座代牧 • 1921年韶州教區成立後蒙祝聖為該教區首位主教 • 於2000年被教宗若望保祿二世冊封為聖人 |
| 2  | 金以義神父   | Fr. Vicent Bernardini , SDB     | 1918年       | 1925年       | • 增招適齡學童 • 任內設立初級小學及擴建校舍                                                                                           |
| 3  | 路加神父     | Fr. Lucas Da Silva, SDB         | 1925年       | 1927年       | • 擴建校舍及收容更多學生 |
| 4  | 楊春忱神父   | Fr. John Pedrazzini, SDB        | 1927年       | 1931年       | • 鼓勵學生領受聖洗聖事 |
| 5  | 溫普仁神父   | Fr. John Guarona, SDB           | 1931年       | 1937年       | • 將舊樓全部拆卸 • 增設小學五、六年級                                                                                                 |
| 6  | 陳基慈神父   | Fr. Marius Acquistapace, SDB    | 1937年       | 1946年       | •1942年代表慈幼會接管粵華中學 • 本校中學部併入粵華中學以便管理                                                                        |
| 7  | 溫普仁神父   | Fr. John Guarona, SDB           | 1946年       | 1951年       | • 第二次出任 |
| 8  | 時乃德神父   | Fr. Martin Schneidtberger, SDB  | 1951年       | 1960年       | • 將本校易名為｢慈幼中學｣ • 任內復辦初中 • 拆卸風順堂街之舊樓並擴建三層校舍                                                            |
| 9  | 司馬榮神父   | Fr. Guilherme Schrid, SDB       | 1960年       | 1966年       | • 本校校歌作曲人 • 將足球場的一層樓宇擴建為三層校舍 • 電機工場落成啟用 • 任內增添英文部並取消了初中部                                 |
| 10 | 馬耀漢神父   | Fr. Alexander Ma Tiu-hon, SDB   | 1966年       | 1968年       | • 本校首位華人校長 • 復辦中文中學，目的在參加香港會考                                                                                 |
| 11 | 馬士沖神父   | Fr. Matthias Mo Tze-tsong, SDB  | 1968年       | 1969年       | • 鼓勵實行禮儀改革，將聖堂正祭台移出面向教友                                                                                          |
| 12 | 魯炳義神父   | Fr. Luigi RUBINI, SDB           | 1969年       | 1972年       | • 完成聖堂祭台改革 • 將聖母進教之佑聖像放置聖多明我沙維豪祭台上 • 因被天主教澳門教區派為聖若瑟教區中學校長而離職                      |
| 13 | 朱懷德神父   | Fr. Mario Rosso, SDB            | 1972年       | 1976年       | • 改善校內各項設施 • 取消中文部辦學 • 促使本校成為G.C.E.考區之一                                                                      |
| 14 | 陳日君神父   | Fr. Joseph Zen Ze-kiun, SDB     | 1976年       | 1978年       | • 將職業部全部關閉 • 1996年獲任命為香港教區助理主教 • 2002年接任香港教區主教職務 • 2006年被教宗本篤十六世擢升為樞機                   |
| 15 | 馬耀漢神父   | Fr. Alexander Ma Yiu-hon, SDB   | 1978年       | 1984年       | • 第二次出任 |
| 16 | 麥觀黔神父   | Fr. Joseph Mak Keun-kim, SDB    | 1984年       | 1987年       | • 任內翻新校舍之內外牆 |
| 17 | 孔智剛神父   | Fr. Francis Hung Chi-Kong, SDB  | 1987年       | 1995年       | • 將寄宿部關閉 • 任內擴展小學部 • 增設大學預科班(英中六)                                                                              |
| 18 | 胡德鎏神父   | Fr. Estanislaus Vu Tak-Lau, SDB | 1995年       | 2003年       | • 小學部加入澳門政府的免費教育網絡 • 改建禮堂並增設音響燈光及冷氣設備                                                                 |
| 19 | 周伯輝神父   | Fr. Joseph Chow Pak Fai, SDB    | 2003年       | 2015年       | • 推動工科改革， 把電子､機械､電腦三科整合 • 重建圖書館 • 2015年昇任校監                                                               |
| 20 | 余富強神父   | Fr. Jacob Yu Fu Keung, SDB      | 2015年       | 2018年       | • 推行策劃 執行 評估的管理模式(P.I.E.)                                                                                                |
| 21 | 周伯輝神父   | Fr. Joseph Chow Pak Fai, SDB    | 2018年       | 2021年       | • 第二次出任，再度接任前為校監 • 啟動校舍擴建工程計劃 • 本校目前累計擔任時間最長的校長 • 2020年9月起同時出任粤華中學校監              |
| 22 | 梁樹榮先生   | Mr. Leong Su Weng               | 2021年       | 現任         | • 首位非神職人員校長 |

## 著名／傑出校友
宗教界
- 林家駿：天主教澳門教區首位華人主教。
- 麥觀鈐: 第十六任校長。
- 潘志明：澳門明愛總幹事、庇道中學校長。2008年獲澳門社會服務獎章。
- 何廣淩：曾任粵華中學校長、鮑思高慈幼會中華會省省會長、香港慈幼中學院長兼校監、澳門慈幼中學院長兼校監、鮑思高青年服務網絡理事長；2008年獲澳門特區政府頒授仁愛功績勳章。
- 袁偉明：天主教澳門教區神父，現任氹仔嘉模聖母堂主任司鐸，曾擔任澳門聖若瑟教區中學第六校校長及校董。
- 胡德鎏：第十八任校長。
- 陳頌軒：鮑思高慈幼會會士。

政界
- 梁維特：前任經濟財政司司長、第十二屆全國人民代表大會代表、第十二屆全國人民代表大會代表選舉會議成員、澳門特別行政區第四任行政長官選舉委員會委員。
- 歐文龍：前任運輸工務司司長。
- 陳錫豪：前任澳門廉政公署助理專員，現職檢察院檢察官
- 徐禮恒：前任澳門海關關長，前任保安協調辦公室主任，2017年獲澳門特區頒授金蓮花勳章。
- 周惠民：已故建設發展辦公室主任。
- 林衍新：前任民航局機場規劃航行部總監，現任交通事務局局長。
- 潘永權：前任體育局局長，現任第十五屆全國運動會及全國第十二屆殘疾人運動會暨第九屆特殊奧林匹克運動會澳門賽區籌備辦公室主任。
- 劉楚遠：前任體育局副局長。
- 程衛東：旅遊局副局長。
- 余頌顯：前任消防局副局長。
- 黃志康：前任警察總局局長助理。
- 張德佳：前任電信管理局電信標準及技術處處長。
- 蕭永榮：前任電信管理局競爭促進處處長。
- 賴健豪：交通事務局交通設備處處長。
- 呂常新：前任土地工務運輸局土工技術暨道路處處長、澳門公職工程技術人員協會會長。
- 黃超文：治安警察局行動廳公關處警司。
- 譚榮勳：香港前大埔區議會議員、香港社會工作者、香港特別行政區第五屆行政長官選舉委員會委員。
- 朱國權：前新澳門學社副理事長、新澳門學社主席,現澳門大學助理教授，曾代表新澳門學社參選2005及2009年澳門立法會選舉。
- 梁博文：前新澳門學社理事、現澳門社區發展新動力副理事長、澳門大學高級技術員，曾跟隨吳國昌參選2009及2017年澳門立法會選舉。
- 張樹堅：前新澳門學社監事長，澳門博多電子用品老闆。為新澳門學社於2009年的發言人，曾退社2年，2013及2017年立法會選舉競選經理。
- 鄭明軒：前新澳門學社理事長、澳門青年動力副理事長，曾代表新澳門學社參選2009及2013年澳門立法會選舉。
- 黃健朗：新澳門學社副理事長, 曾代表新澳門學社參選2017年澳門立法會選舉。

專業界
- 彭彼得：澳門特區金蓮花勳賢、歷任了五屆共二十年的立法會議員、澳門中華總商會永遠榮譽會長、澳門廠商聯合會永遠會長、澳門鏡湖慈善會永遠榮譽主席、澳門中山同鄉聯誼會前會長。
- 石立炘：澳門律師公會秘書長、大律師。
- 蘇兆基：澳門律師公會律師業高等委員會委員、大律師。
- 何榮祥：內蒙古政協委員、澳門泰國商會會長、何泉記建築置業有限公司董事總經理，榮獲2015年澳門特區工商功績勳章。
- 黃偉傑：國際扶輪3450區助理總監、鮑思高青年服務網絡會長、澳門慈幼校友會會長、註冊會計師、澳門成人教育學會秘書長、澳門社會科學會理事，取得BSI品質管制ISO9000首席評審員資格。
- 梁官漢：澳門旅遊娛樂有限公司副秘書長、澳門基本法協進會理事、澳門社會科學學會副會長、澳門成人教育學會理事長、聖公會澳門蔡高中學校董、澳門政府青年委員會委員、國際扶輪三四五零區(香港、澳門)區總監。
- 鍾景鴻：前澳門松山扶輪社社長、前澳門鮑思高同學聯合會會長、前澳門慈幼校友會會長。
- 梁樹榮：現任慈幼中學校長。
- 郭華邦：曾任聖若瑟教區中學第五校校長。
- 陳英倫：曾任中葡職業技術學校校長。
- 林啟輝：雷鳴道主教紀念學校校長。
- 麥沛然：澳門大學科技學院電機及電腦工程系正教授，澳門首位國際電機電子工程師學會（IEEE）會士。[15]
- 王百鍵：澳大科技學院副院長及機電工程系教授。
- 黃民聰：澳大科技學院電機及電子工程系副教授、澳門電機及電子工程師學會理事長。
- 林志超：澳大科技學院土木及環境工程系副教授。
- 吳玉棠：前澳大科技學院土木及環境工程系助理教授。
- 李兆隆：澳大科技學院數學系副教授。
- 潘少恒：澳大科技學院電機及電腦工程系副教授。
- 潘治文：澳大科技學院電腦及資訊科學系主任、副教授。
- 黃志文：澳大科技學院電腦及資訊科學系副教授。
- 黃 輝：澳大科技學院電腦及資訊科學系副教授。
- 李家明：哈佛大學訪問學者。
- 朱國權：澳大工商管理學院會計及資訊管理系助理教授。
- 羅紹華：澳門科技創新教育學會監事長、2017年獲澳門特區頒授教育勳章。
- 何漢權：香港資深教育界人士、教育評議會主席、風采中學校長及香港教育學院兼任講師[16]
- 何志權：澳門慈幼中學高級數學老師及講師。
- 趙玉龍：蘋果公司的自動化生產線研發者，曾參與美國國家航空暨太空總署的項目研發。[17][18]
- 鄭德信：前澳門慈幼校友會理事長、英國皇家特許工程師資格、英國營運工程師學會會員專業資格、澳門大學校友會監事長、澳門營運工程師學會會長、澳門電機及電子工程師學會監事長、澳門健康協會監事長。
- 陳桂舜：澳門工程師學會副理事長。
- 鄺偉文：澳門機電工程師學會會長。
- 蕭宇康：澳門特殊奧運會執行總監。
- 梁華權：澳門電力股份有限公司執行委員會主席。
- 邵漢彬：澳門科學館館長。
- 蕭志泳：澳門工程師學會理事長、澳門建築安全協會會長、澳門建築安全督導員協會會長。
- 唐偉樂：仲量聯行澳門總經理。
- 古嘉豪：仲量聯行執行顧問，駐香港辦事處。
- 何志榮：仁伯爵綜合醫院精神科主任。
- 石崇榮：澳門中醫藥學會會長。
- 方健坤：澳門公務衛生員工協會理事長。
- 歐家輝：戒煙保健會理事長、澳門街坊總會副理事長、澳門電腦商會理事長、第四任行政長官選舉委員會委員、社區服務諮詢委員會委員、澳大科技學院電腦及資訊系校外監察員、天網資訊科技（澳門）有限公司執行董事。
- 李文壽：澳門環保產業協會副理事長、澳門清潔專營公司執行董事。
- 梁志朋：澳大校友會會員大會副主席、澳門保險仲介人協會會長。
- 崔德明：現任香港工業設計師協會主席， 澳門廣告商會理事，澳門新一代企業家協會副理事。
- 湯樹燦：湯氏兄弟電子產業公司總裁。
- 李仲民：高訊集團有限公司董事。

演藝界
- 麥健才：澳門著名唱作歌手、澳門初代補習天王、學勤進修教育中心校長、澳門業餘颱風預測專家、澳門心算紀錄保持者。
- 吳明光：澳門愛樂協會會長、澳門管弦樂團會長兼駐團指揮。
- 葉嘉文：澳門演藝學院表演課程導師、澳門專業演員。
- 張德潤：澳門青年交響樂團藝術顧問、管樂團指揮及長笛導師。
- 梁沛龍：澳門青年管樂團、澳門青年交響樂團、培道中學及鏡平學校導師及指揮。
- 何嘉偉：澳門著名音樂人。
- 蔡耀暉：澳門填詞人。
- 鄭志達：澳門音樂人，澳門樂隊創辦人，樂隊音樂總監, 澳門創作人，澳門電台（兼職）音樂節目主持, 樂隊L.A.V.Y主音。
- 周啓陽：澳廣視主持、央視大型晚會主持。
- 郭永樸：澳廣視主持。
- 陳國威：澳廣視主持。
- 曾偉權：香港已故演員。
- 潘子文：澳門樂隊的主音兼結他手。
- 吳啓豪：澳門著名音樂人, 結他及低音結他手。
- 林保全：香港已故著名男配音員。
- 馬檇鏗：澳門歌手。
- 何永健：澳門電台DJ、花漾壯男成員。
- 裴先達：澳門演辯文化協會創辦人、花漾壯男成員。
- 張若瑟：當代畫家。[19]
- 顏國樑：香港無綫電視已故演員。

體育界
- 譚又新：澳門著名體育記者及足球代表隊主教練。
- 陳達燊：前澳門足球代表隊龍門員、晨曦龍門員，現任澳門足球代表隊守門員教練。
- 區志權：澳門田徑運動員及教練、澳門短跑紀錄保持者、聖瑪大肋納學校校長、前澳門理工大學副教授、前任澳門慈幼中學副校長。
- 伍雲龍：澳門足球代表隊教練。[20]
- 梁嘉恒：澳門足球先生、澳門足球代表隊隊員、2011年度澳門最佳本地足球球員、最佳年青球員。[21]
- 廖健早：澳門足球代表隊隊員、澳門足球U18代表隊教練、聖公會中學（澳門）足球教練。[22]
- 彭梓亨：澳門足球代表隊隊員、澳門足球先生。[21][23]
- 蘇哲：澳門足球U23代表隊隊員。[24]
- 余偉俊：澳門足球U23代表隊隊員。[24]
- 林霆朗：澳門籃球代表隊隊員。[25]
- 高頌祺：澳門籃球代表隊隊員。[25]
- 蘇華澤：澳門籃球代表隊隊員。[25]
- 關嘉杰：澳門排球代表隊隊員。[26]
- 黃曉韜：澳門排球代表隊隊員。[26]
- 區振昇：澳門排球代表隊隊員。[26]
- 王碩光：澳門排球代表隊隊員。[26]
- 吳睿龍：澳門排球代表隊隊員。[26]
- 薛子健：澳門排球代表隊隊員。[26]
- 李曉峰：澳門排球代表隊隊員。[26]
- 方浩文：澳門拳擊代表隊隊員。[27]
- 楊庭溱：澳門拳擊代表隊隊員。[27]
- 陳浩賢：澳門拳擊代表隊隊員。[27]
- 李卓洋：澳門武術代表隊隊員。[28][29]
- 陳浩賢：澳門武術代表隊隊員。[29]
- 唐文俊：澳門保齡球代表隊隊員。[30]
- 勞家泳：澳門保齡球代表隊隊員。[30]
- 顧朗賢：澳門劍擊代表隊隊員。[31]